# Peter Letzgus
Peter Letzgus (* 1. Dezember 1941 in Königswalde, Neumark) ist ein deutscher Politiker der CDU und ehemaliges Mitglied des Deutschen Bundestages.

## Leben
Peter Letzgus besuchte nach der Grundschule die Erweiterte Oberschule, die er mit dem Abitur abschloss. Es folgte ein Lehrerstudium, welches er mit dem Staatsexamen abschloss. In den Jahren 1965 bis 1991 war er als Lehrer an der Polytechnischen Oberschule und an der Medizinischen Fachschule tätig. Seit 1992 ist er Leiter einer Kreisvolkshochschule.
Er ist evangelisch, verheiratet und hat einen Sohn.

## Politik
Peter Letzgus trat 1991 in die CDU ein. Er wurde Vorsitzender des Stadtverbandes Burg und übernahm die Aufgabe als Beisitzer im Kreisvorstand Jerichower Land.
Er war vom 10. November 1994 bis zur Bundestagswahl 2005 für drei Wahlperioden Mitglied des Deutschen Bundestages. Er wurde für die CDU jeweils über ein Direktmandat des Wahlkreises Elbe-Havel-Gebiet und Haldensleben – Wolmirstedt in Sachsen-Anhalt gewählt. Im Bundestag war er für seine Fraktion ordentliches Mitglied im Sportausschuss und im Ausschuss für Verkehr. 